# Paul Schreck

Paul Schreck (um 1928)

Paul Schreck (* 23. Dezember 1892 in Haardorf, Kreis Weißenfels, Provinz Sachsen; † 10. September 1948 in Heidelsheim, Landkreis Bruchsal, Württemberg-Baden) war ein deutscher Politiker (KPD).

## Leben und Wirken
Paul Schreck erlernte als junger Mann das Dreherhandwerk. Seit 1910 gehörte er dem deutschen Metallarbeiterverband an. Nachdem er bereits seit 1908 Mitglied der Sozialdemokratischen Arbeiterjugend gewesen war, schloss Schreck sich 1911 der Sozialdemokratischen Partei Deutschlands (SPD) an. 1918 gründete Schreck die badische Sektion des Spartakusbundes. Im gleichen Jahr verließ er die SPD und wechselte zur neu gegründeten Kommunistischen Partei Deutschlands (KPD).
Während der Weimarer Republik wurde Schreck als politischer Mandatsträger einer breiteren Öffentlichkeit bekannt: So gehörte er von 1925 bis 1928 dem Badischen Landtag und von 1928 bis 1932 als Abgeordneter für den Wahlkreis 32 (Baden) dem Berliner Reichstag an. Dem Handbuch des Reichstages zufolge wurde Schreck in der Weimarer Zeit vier Mal wegen politischer Vergehen zu Haftstrafen verurteilt: Dreimal zu kurzen Strafen von bis zu sechs Wochen und einmal zu einer zweijährigen Strafe.
Nach der nationalsozialistischen „Machtergreifung“ war Schreck als bekannter Kommunist politischer Verfolgung ausgesetzt. Von 1933 bis 1935 war er in den Konzentrationslagern Heuberg und Kislau inhaftiert. 1935 aus der Haft entlassen, lebte bis zu seiner erneuten Verhaftung im Jahr 1939 in Mannheim. In den Jahren 1935/1936 war seine Frau Katharina (1890–1967; geb. Hauer) inhaftiert. Von 1939 bis 1945 wurde Schreck schließlich im KZ Buchenwald gefangen gehalten, wo er zum „Lagerältesten“ gewählt wurde.

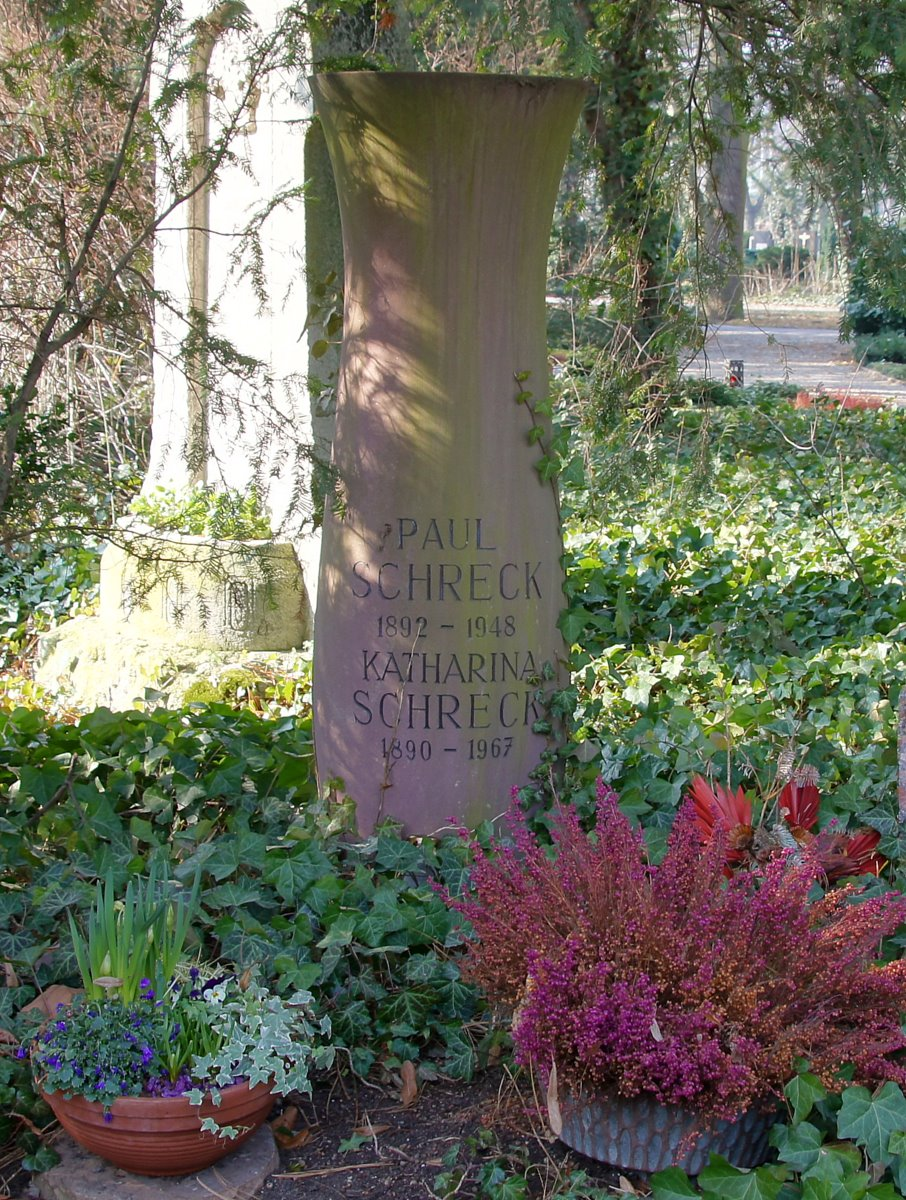
Schrecks Grab in Mannheim

Nach seiner Befreiung aus Buchenwald wurde Paul Schreck noch im Jahr 1945 Vorsitzender der Mannheimer Ortsgruppe der KPD. Von 1945 bis 1946 saß er im Beirat des Mannheimer Oberbürgermeisters Braun und von 1946 bis 1948 im ersten Gemeinderat der Stadt in der Nachkriegszeit. Daneben engagierte er sich für den Wiederaufbau der Mannheimer Gewerkschaft IG Metall. Außerdem wurde er in den ersten Landtag von Württemberg-Baden gewählt. Er kam bei einem Autounfall nahe Bruchsal ums Leben.
Heute erinnert der Paul-Schreck-Platz in Mannheim an Schrecks politische Tätigkeit. Das Grab auf dem Hauptfriedhof Mannheim besteht aus einer hochaufragenden, schlichten Scheinvase aus rotem Mainsandstein.